# جيمس ألكسندر
كان جيمس ألكسندر (من مواليد 27 مايو 1691 - والمُتوفى في 2 أبريل 1756) محاميًا ورجل دولة في نيويورك وخدم في الجمعية الاستعمارية وكمدعي عام للمستعمرة في القترة ما بين 1721-1723. أصبح ابنه ويليام فيما بعد جنرالاً في الجيش القاري خلال حرب الاستقلال الأمريكية. وسُميت مدينة الإسكندرية في ولاية نيو جيرسي على اسم جيمس ألكسندر.

## حياته المُبكرة
وُلد ألكسندر في موثيل في برثشاير باسكتلندا في 27 مايو عام 1691، وهو ابن ديفيد ألكسندر الذي كان على علاقة بإيرل ستيرلنغ وربما تلقى تعليمه الرسمي في مدرسة ستيرلنغ الثانوية.
انضم جيمس إلى البحرية، وخدم فيها في الفترة ما بين 1712-1313، حيث تعلم الملاحة، والرياضيات، وعلم الفلك. ولكنه انضم في 1714-1715 إلى الانتفاضة دعمًا لجيمس فرانسيس إدوارد ستيوارت، أمير ويلز، وهرب إلى أمريكا في عام 1715 عندما فشل.

## حياته في أمريكا
عُيّن جيمس في نوفمبر 1715 ماسحًا عامًا لنيوجيرسي. قام جيمس شخصيًا بإجراء استطلاعات باستخدام الأدوات التي جلبها من اسكتلندا وحل العناوين المتنازع عليها. استقر جيمس في نيويورك في يناير 1721 بعد الزواج، وتم تعيينه نائبًا لسكرتير نيويورك.

## مهنته القانونية
قرأ ألكسندر القانون في نيويورك وعُيّن في مجلس نيوجيرسي الإقليمية في 1720. كما شغل منصب المدعي العام لمستعمرة نيويورك من عام 1721 إلى 1723. وطلب ألكسندر عضوية غراي إن في 1 فبراير 1725، وعاد من لندن مع مكتبة قانونية كبيرة مكنته من ذكر سابقة قانونية في المحكمة. كانت تلك تُعتبر ميزة مميزة للمحامي الاستعماري. قرأ جيمس دوان، زوج ابن لروبرت ليفينغستون، اللورد الثالث من ليفينغستون مانور، القانون ككاتب في مكتب ألكسندر وأصبح بارعًا في مجال الحقوق والولاية القضائية في النزاعات على الأراضي. مارس ألكسندر القانون، وشارك في المساعي التجارية، وبنى ثروة كبيرة.
بنى قصرًا كبيرًا من الطوب في شارعيّ برود وبيفر.

## عمله السياسي
تم تعيين ألكسندر في عام 1721 رئيسًا لمجلس المحافظ في نيويورك. وفي عام 1723، التحق بالمجلس الوطني في نيوجيرسي، وعُيّن في نفس العام في منصب المدعي العام بنيو جيرسي. كثيرًا ما عارض جيمس سياسات حاكم نيويورك وليام كوسبي وفي عام 1732، نجح كوسبي في إزالة ألكسندر من المجلس. بدأ ألكسندر في عام 1733 صحيفة معادية لكوسبي هي نيويورك جورنال، مع بيتر زينجر كناشر. كان ألكسندر المؤلف الرئيسي للقطع التي تنتقد الحاكم كوسبي. وفي العام التالي، أُلقي القبض على زينجر بتهمة التحريض على الفتنة، ولكن برأت هيئة المحلفين في نهاية المطاف زنجر في واحدة من أولى حالات إلغاء هيئة المحلفين. عمل ألكساندر وويليام سميث كمحامين من زنغر حتى أثلغيت رخصة كليهما بعد أن طعنا في لجان القضاة الذين نظروا في القضية.
أصبح ألكسندر في عام 1730رئيسًا للجنة مراجعة ميثاق مدينة نيويورك، وأُعطي حرية المدينة في العام التالي. وعندما عُيّن اللورد دي لا وار حاكمًا في عام 1737، أُعيد ألكسندر إلى المجلس وأعاد تعيينه في مجلس ولاية نيويورك وتم التغاضي عن قرار إقالته من مجلس نيو جيرسي. أصبح ألكسندر مؤيدًا صريحًا للآراء السياسية الناشئة، وشارك في مختلف الجهود المدنية كذلك. وفي 1751، قام بجمع الأموال لإنشاء جامعة كولومبيا.

## حياته في وقت لاحق
على الرغم من أنه بقي نشطًا في مجال السياسة، إلا أن ممارسته القانونية استهلكت معظم وقته وطاقته، وتضاءل انخراطه السياسي. وكان عضوًا أصليًا في الجمعية الفلسفية الأمريكية، الذي تأسس عام 1743 بواسطة بنجامين فرانكلين، وفرانسيس هوبكنسون، وجون بارترام، وفيليب سيجن الابن وغيرهم